# Combretum conchipetalum
Combretum conchipetalum är en tvåhjärtbladig växtart som beskrevs av Adolf Engler och Diels. Combretum conchipetalum ingår i släktet Combretum och familjen Combretaceae. Inga underarter finns listade i Catalogue of Life.